# Bláznivá střela
Bláznivá střela je série tří komediálních satiricko-parodických hraných filmů z let 1988–1994, sepsané trojicí Zucker, Abrahams and Zucker. Tyto filmy distribuovalo filmové studio Paramount Pictures. Série je založena na seriálu Policejní jednotka v barvách, který byl uveden v roce 1982 v televizní stanici ABC. První a druhý filmový díl režíroval David Zucker, ten třetí Peter Segal. Jedná se o první film, který se vysílal v roce 1996 na TV Markíza.
Pokračování z roku 2025 režíroval Akiva Schaffer.

## Filmy
- Bláznivá střela: Z archivů policejního oddělení (1988)
- Bláznivá střela 2½: Vůně strachu (1991)
- Bláznivá střela 33⅓: Poslední trapas (1994)
- Bláznivá střela (2025)